# Morshi
Morshi é uma cidade  no distrito de Amravati, no estado indiano de Maharashtra.

## Demografia
Segundo o censo de 2001, Morshi tinha uma população de 33,607 habitantes. Os indivíduos do sexo masculino constituem 51% da população e os do sexo feminino 49%. Morshi tem uma taxa de literacia de 78%, superior à média nacional de 59.5%: a literacia no sexo masculino é de 82% e no sexo feminino é de 73%. Em Morshi, 12% da população está abaixo dos 6 anos de idade.